# برومون (كيبك)
برومون (بالإنجليزية: Bromont, Quebec)‏ هي بلدة و بلدية محلية في كيبيك تقع في كندا في Brome-Missisquoi Regional County Municipality. يقدر عدد سكانها بـ 7,649 نسمة ومساحتها 116.10 كم2 وترتفع عن سطح البحر 139 متر.